# 北京地铁5号线
北京地铁5号线连接中国北京市昌平区天通苑北站至丰台区宋家庄站，是北京地铁的一条南北走向的地铁线路，全长27.6公里，共设有23座车站，2007年10月7日投入运营。线路途经天坛、地坛等著名景区，以及东单等商业区。标识色为 Pantone 227C 。

## 历史
- 2002年12月28日，北京地铁5号线正式开工[5]。
- 2003年年底，北京地铁5号线建设工程全面启动。
- 2004年3月28日，北京地铁五号线雍和宫站、和平里北街站盾构施工项目正式启动。其间盾构机将穿越地坛。
- 2004年5月20日，雍和宫至张自忠路区间左线隧道贯通。
- 2004年9月22日上午，长666.1米的地铁五号线17合同段（东四站到灯市口站区间）东线贯通。地面沉降控制在5毫米内，日最快掘进量22.8米，月最快掘进量265米。
- 2005年8月11日上午10时，由德国贝尔芬格伯格公司和北京建工集团联合体施工的五号线17合同段东单站至东四站全线贯通。这是整条五号线唯一由中外公司联合施工的合同段。
- 2005年11月11日上午，北京地铁5号线在惠新西街北口站正式开始全线铺轨。
- 2006年4月19日，地铁五号线上施工难度最大的雍和宫站贯通。该站完全依靠人工15个月的日夜连续施工修建完成。
- 2006年4月13日，地铁5号线竣工前的时刻表全部排定。
- 2006年7月底轨道全部贯通，2006年9月份将开始安装屏蔽门。
- 2007年4月，地铁5号线进行空载试运行。
- 2007年9月20日，地铁5号线由于工程尚未完工，未能按原定计划开通运营。
- 2007年10月7日，下午14时对外开放试运营。
- 2007年11月23日，由于5号线地上部分旁的居民反映噪音扰民，5号线后期开始补装隔音设备。[6]
- 2008年6月10日，5号线以及其他北京地铁线路启用自动售检票（AFC）系统。[7]
- 2010年5月25日，开始在平日早高峰期间开行天通苑北站至天坛东门站的小交路车，同年12月27日取消[8]。

- 2022年5月至6月间，5号线多座车站因受疫情波及而暂时封闭。其中，非换乘站列车通过不停车，换乘车站仅停止进出站，站内换乘功能保留。

| 车站         | 封闭时间        |
| ------------ | --------------- |
| 天通苑       | 5月23日-6月7日  |
| 大屯路东     | 5月4日-5月29日  |
| 惠新西街北口 | 5月4日-5月29日  |
| 和平西桥     | 5月4日-5月29日  |
| 蒲黄榆       | 5月21日-6月10日 |
| 刘家窑       | 5月21日-6月10日 |
| 宋家庄       | 5月21日-6月19日 |

## 车站
相比于1号线、2号线和13号线，5号线每站都有不同的主题颜色或结构。如雍和宫站内部采用仿古主题，所有的立柱为红色，而内部的则有仿汉白玉台阶和栏杆。全部车站内部都有背景音乐（现已停用）。除了东单以外的全部车站内部都拥有洗手间和升降机。
5号线站台安装了屏蔽门，LCD显示屏和自动查询机。LCD显示屏显示下次列车的运行情况，以及播放地铁介绍片和广告。所有地下车站（宋家庄站至惠新西街北口站）使用全高屏蔽门，而地上车站（大屯路東站至天通苑北站）则使用1.5米半高屏蔽门。当屏蔽门出现故障时，站台工作人员可以使用一种特殊钥匙控制屏蔽门。自动查询机可以为旅客提供关于5号线和北京地铁的信息，以及每站公交车的换乘信息等。

### 增设太平庄（天通苑）站

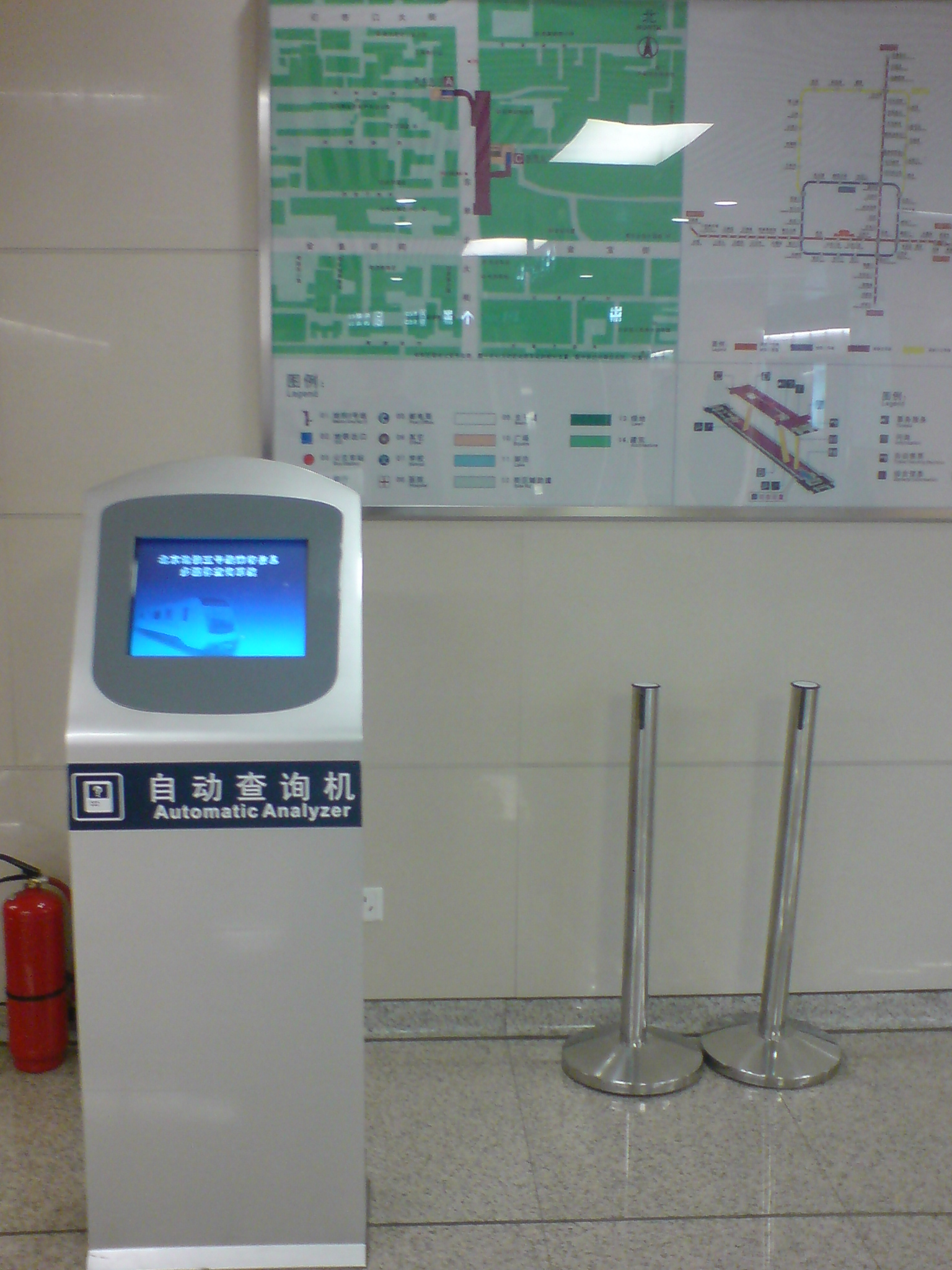
站内的信息自动查询机

最早的建设之中现在的“天通苑北站”和“天通苑南站”之间，即现在的“天通苑站”是不存在的。2005年7月26日，“家住天通苑”论坛中网友“Newland”发帖《地铁五号线的车站位置——能因天通苑而变吗？！》。呼吁在太平庄北站南移至天通苑社区西三区北门路口处。当时太平庄北站建设出现技术难题，当时网友“Newland”看准这个契机发帖呼吁。由于大量网友积极反应，第二天就在论坛成立了“南移行动小组”，该帖也被版主设为顶置。2005年8月，规划委收到相关信息，并开始论证在太平庄北站和南站之间增设“太平庄站”，得出的结论是从技术上增设该站完全可行。2005年8月24日《法制晚报》发布《地铁5号线再增一站》，正式确认增设“太平庄站”。而增设该站，北京市政府为此增加了7000万人民币的投入。
其实在更早的2005年6月18日，网友“comet”该论坛“出入平安”版块上发帖《请关注天通苑北部的出行——强烈建议建设中的地铁5号线加站！》但此帖仅仅简单倡议，没有实质性内容，最终该倡议没有获得充分关注。

### 车站列表
所有車站都位於北京市內。
| 一期                       | 天通苑北     | 0     | 0    | 不適用          | 昌平区 | 2007年10月7日 | 高架侧式站台     | 右侧 |
| 一期                       | 天通苑       | 939   | 939  | 18号线          | 昌平区 | 2007年10月7日 | 高架侧式站台     | 右侧 |
| 一期                       | 天通苑南     | 1904  | 965  | 不適用          | 昌平区 | 2007年10月7日 | 高架侧式站台     | 右侧 |
| 一期                       | 立水桥       | 3448  | 1544 | 13号线          | 朝阳区 | 2007年10月7日 | 地面侧式站台     | 右侧 |
| 一期                       | 立水桥南     | 4753  | 1305 | 不適用          | 朝阳区 | 2007年10月7日 | 高架侧式站台     | 右侧 |
| 一期                       | 北苑路北     | 6039  | 1286 | 不適用          | 朝阳区 | 2007年10月7日 | 高架侧式站台     | 右侧 |
| 一期                       | 大屯路东     | 9039  | 3000 | 15号线          | 朝阳区 | 2007年10月7日 | 高架侧式站台     | 右侧 |
| 一期                       | 惠新西街北口 | 10877 | 1838 | 不適用          | 朝阳区 | 2007年10月7日 | 地下侧式站台     | 右侧 |
| 一期                       | 惠新西街南口 | 11999 | 1122 | 10号线          | 朝阳区 | 2007年10月7日 | 地下岛式站台     | 左侧 |
| 一期                       | 和平西桥     | 13024 | 1025 | 12号线          | 朝阳区 | 2007年10月7日 | 地下岛式站台     | 左侧 |
| 一期                       | 和平里北街   | 14083 | 1059 | 不適用          | 东城区 | 2007年10月7日 | 地下岛式站台     | 左侧 |
| 一期                       | 雍和宫       | 15234 | 1151 | 2号线           | 东城区 | 2007年10月7日 | 地下错层岛式站台 | 左侧 |
| 一期                       | 北新桥       | 16100 | 866  | 首都机场线      | 东城区 | 2007年10月7日 | 地下岛式站台     | 左侧 |
| 一期                       | 张自忠路     | 16891 | 791  | 3号线           | 东城区 | 2007年10月7日 | 地下岛式站台     | 左侧 |
| 一期                       | 东四         | 17907 | 1016 | 6号线           | 东城区 | 2007年10月7日 | 地下岛式站台     | 左侧 |
| 一期                       | 灯市口       | 18755 | 848  | 不適用          | 东城区 | 2007年10月7日 | 地下岛式站台     | 左侧 |
| 一期                       | 东单         | 19700 | 945  | 1号线           | 东城区 | 2007年10月7日 | 地下岛式站台     | 左侧 |
| 一期                       | 崇文门       | 20521 | 821  | 2号线           | 东城区 | 2007年10月7日 | 地下岛式站台     | 左侧 |
| 一期                       | 磁器口       | 21397 | 876  | 7号线           | 东城区 | 2007年10月7日 | 地下岛式站台     | 左侧 |
| 一期                       | 天坛东门     | 22580 | 1183 | 不適用          | 东城区 | 2007年10月7日 | 地下岛式站台     | 左侧 |
| 一期                       | 蒲黄榆       | 24480 | 1900 | 14号线          | 丰台区 | 2007年10月7日 | 地下岛式站台     | 左侧 |
| 一期                       | 刘家窑       | 25385 | 905  | 不適用          | 丰台区 | 2007年10月7日 | 地下岛式站台     | 左侧 |
| 一期                       | 宋家庄       | 27055 | 1670 | 10号线， 亦庄线 | 丰台区 | 2007年10月7日 | 地下侧式站台     | 右侧 |
| 亦5直通增設車站            | 郭家庄路     |       |      | 不適用          | 朝阳区 | 2028年        | 地下双岛式站台   |      |
| ↓近期直通亦庄线运行        |              |       |      |                 |        |               |                  |      |
| 注释                       |              |       |      |                 |        |               |                  |      |
| 1 斜体标示的换乘尚未启用。 |              |       |      |                 |        |               |                  |      |

## 车辆介绍
5号线地铁电动列车为是中国首批不涂漆不锈钢车辆，为6辆编组，额定载客1424人。最高运行速度80km/h。5号线在车体构造设计中，设有撞击能量吸收区，列车以25km/h的速度与另一静止列车在发生意外碰撞的情况下保证司机与乘客不受伤害，车体损坏降到最小程度。
在首尾车底架设有防爬装置，防止发生剧烈冲撞时车辆相互挤压车厢，端部的结构具有能量吸收功能，一旦发生撞车事故，底架端部结构可以将冲撞产生的超出车钩所能吸收以外的能量降到相对较低的水平，从而使乘客受伤的危险降至最低程度。

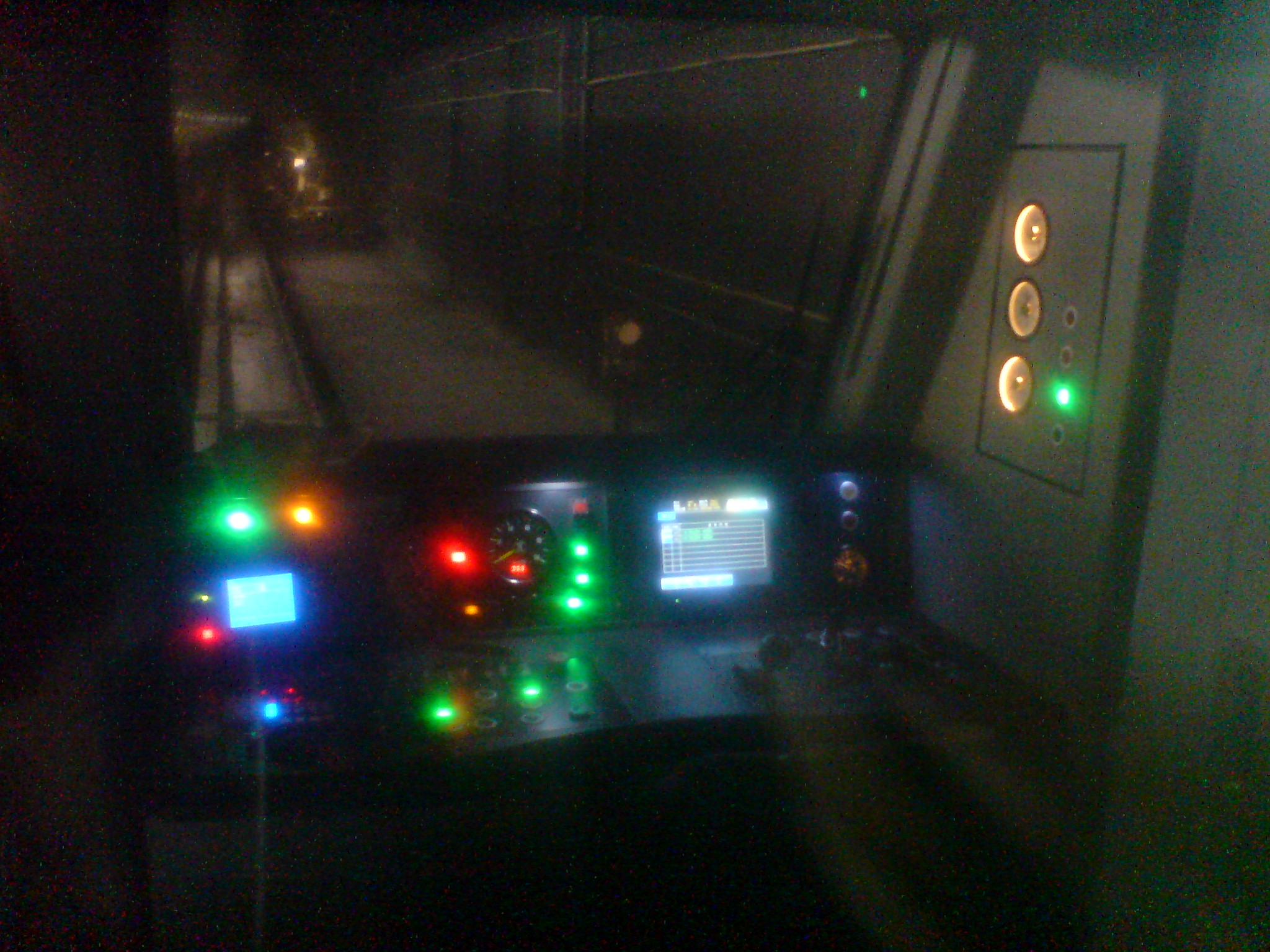
列车驾驶控制台

侧门采用每节车4套双扇电控电动内藏式拉门。车门的电控电动装置采用微处理器控制的电动机驱动装置，遇到阻碍具有判断功能，防止乘客在被夹伤。但也由于这点造成了开始试运营的时候车门频繁发生故障。

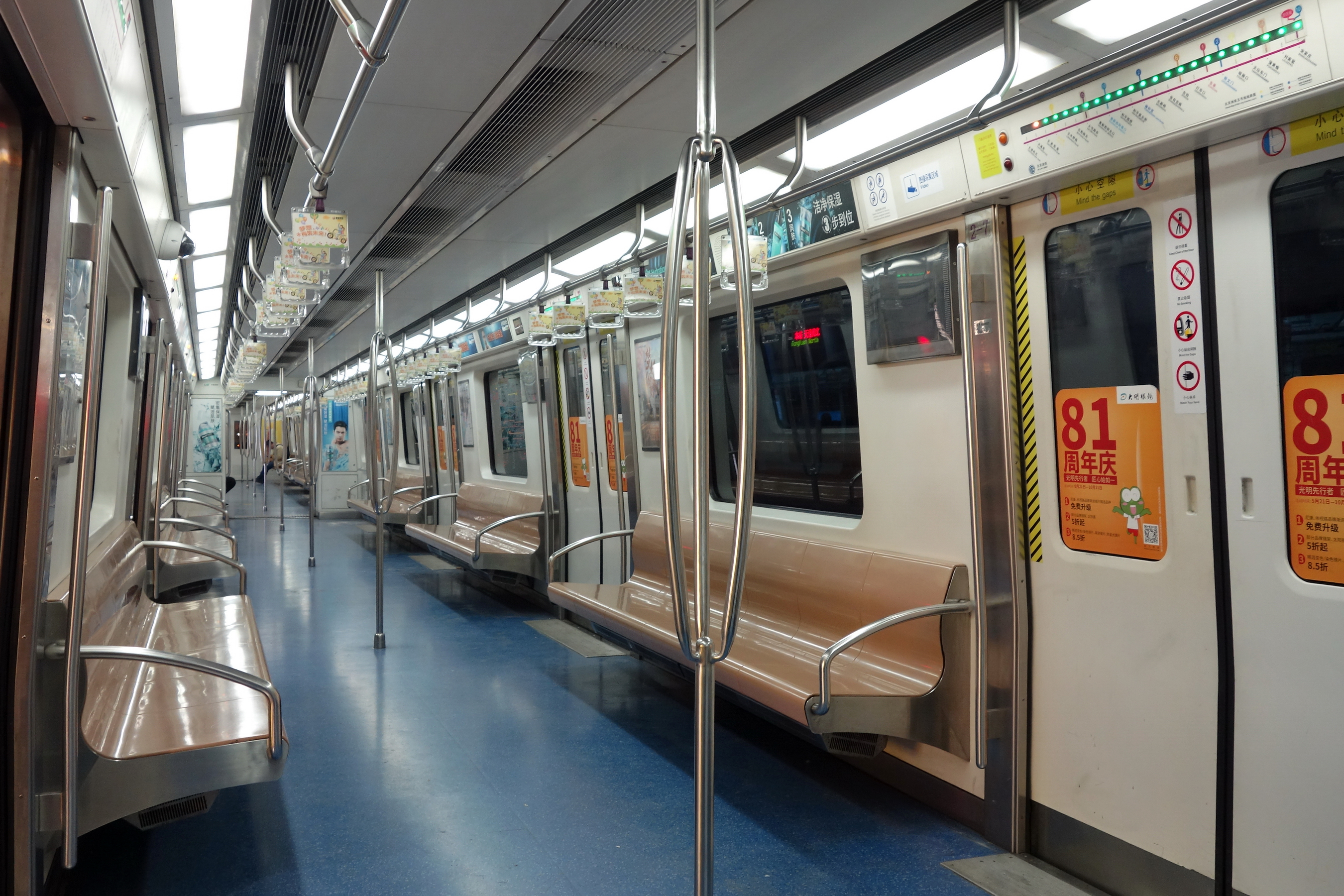
5号线列车车厢

列车还设计了紧急疏散门，由一个单扇的手动铰链门和三折叠形式的疏散梯组成，位于司机室的前端。门扇手动向车外顶部打开，然后人工展开疏散梯。可以保证不同年龄的乘客从列车内方便、安全地撤离。
客室内设有残疾人轮椅区和老、幼、病、残、孕专席，有相应的标识区分。此外车辆的通道门使乘客可以更加方便的流动，同时提高了车厢的乘载率。
列车車廂内部设有自动报站的液晶显示屏，LCD到站显示，声音报站提示。当客室出现紧急情况时，乘客可以操纵紧急报警系统与司机进行对话联系，确保情况儘快解决。車廂内部设有液晶视频实时播放系统，将资讯第一时间带给乘客。在2008年奥运会时乘客可以通过车内LCD显示屏幕观看比赛直播。

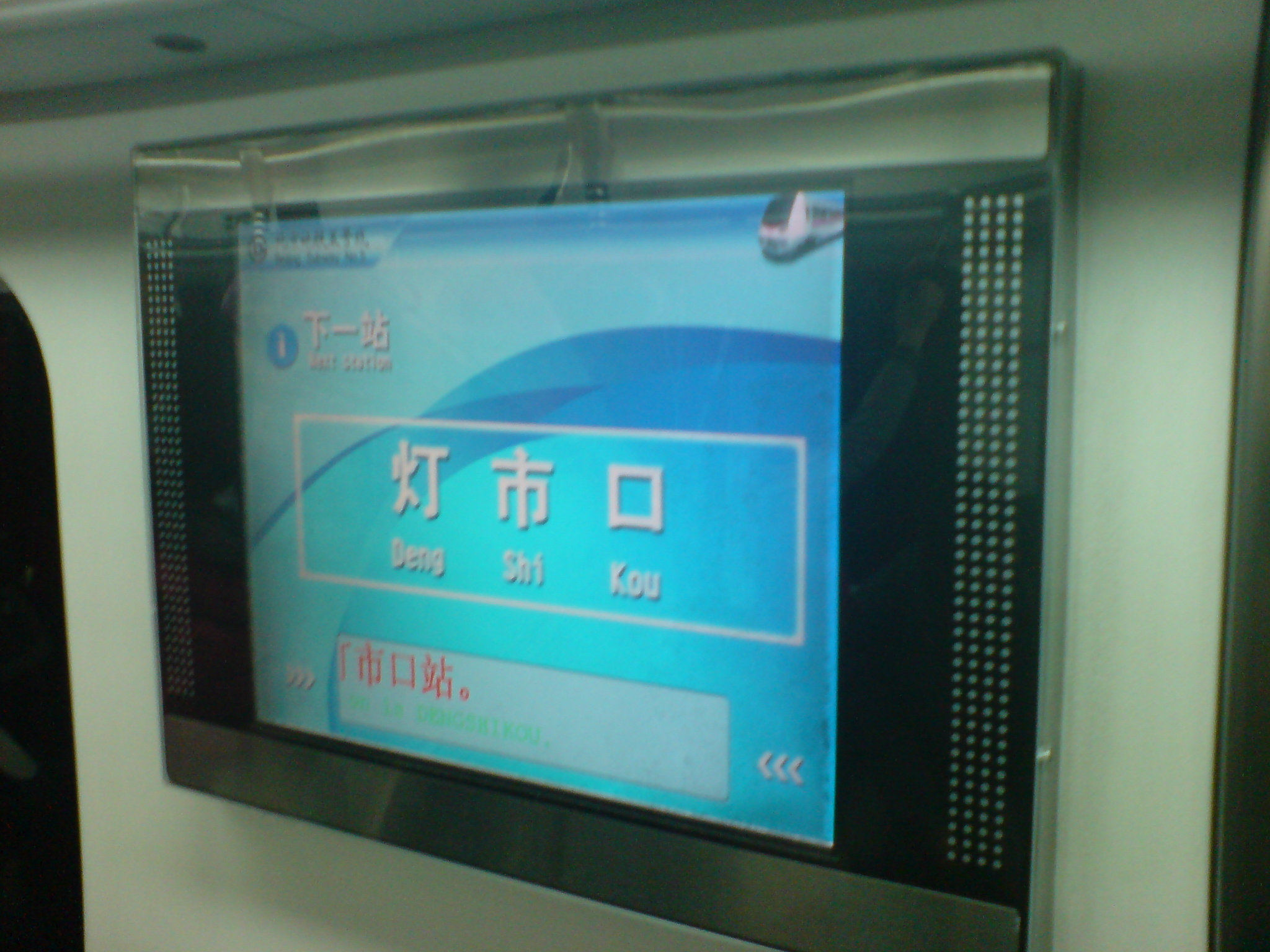
列车内的报站LCD显示屏

在列车内部，静止条件下的噪音水平不超过69dB；在列车外部，列车以不超过80km/h的任意恒定速度（通常列车以60km/h±5%的恒定速度）运行时，车辆发出的噪声不超过80dB。为使车辆更加环保，在车轮上安装了降噪胶块，大大的降低了轮轨间的噪音，使乘客乘坐更加舒适。

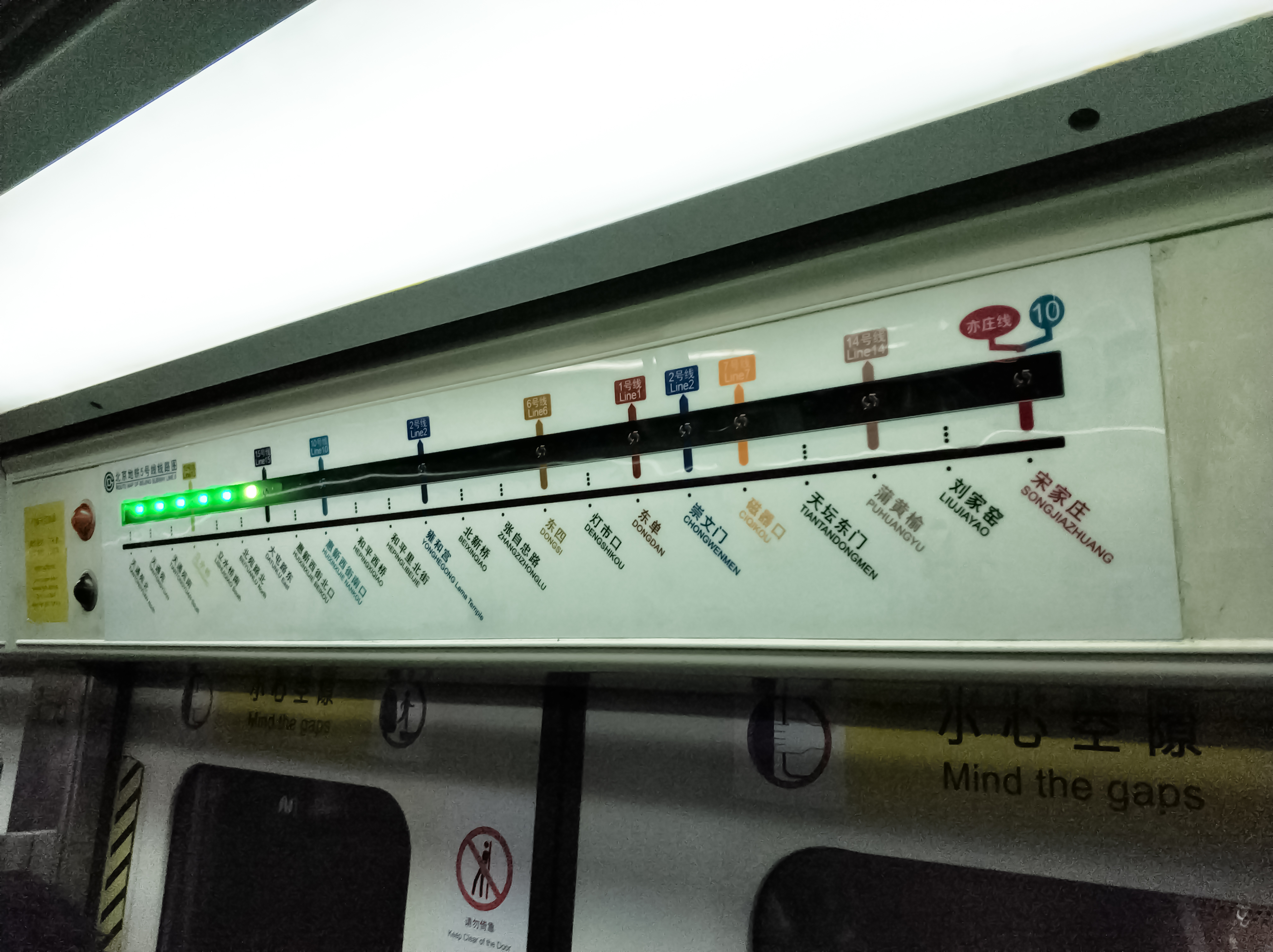
列车门上方的闪灯线路图

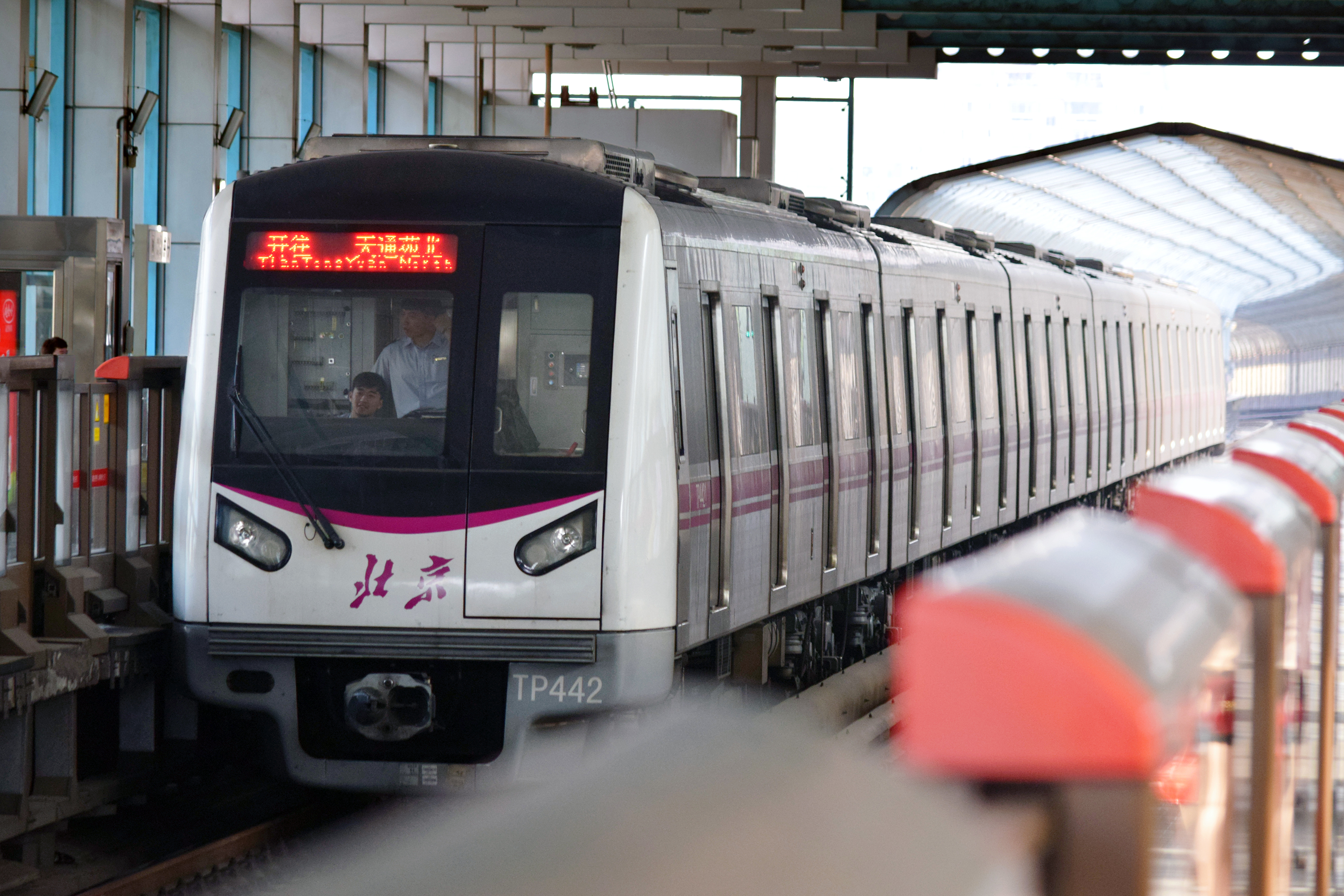
一组5号线的列车驶入天通苑站

## 采用技术

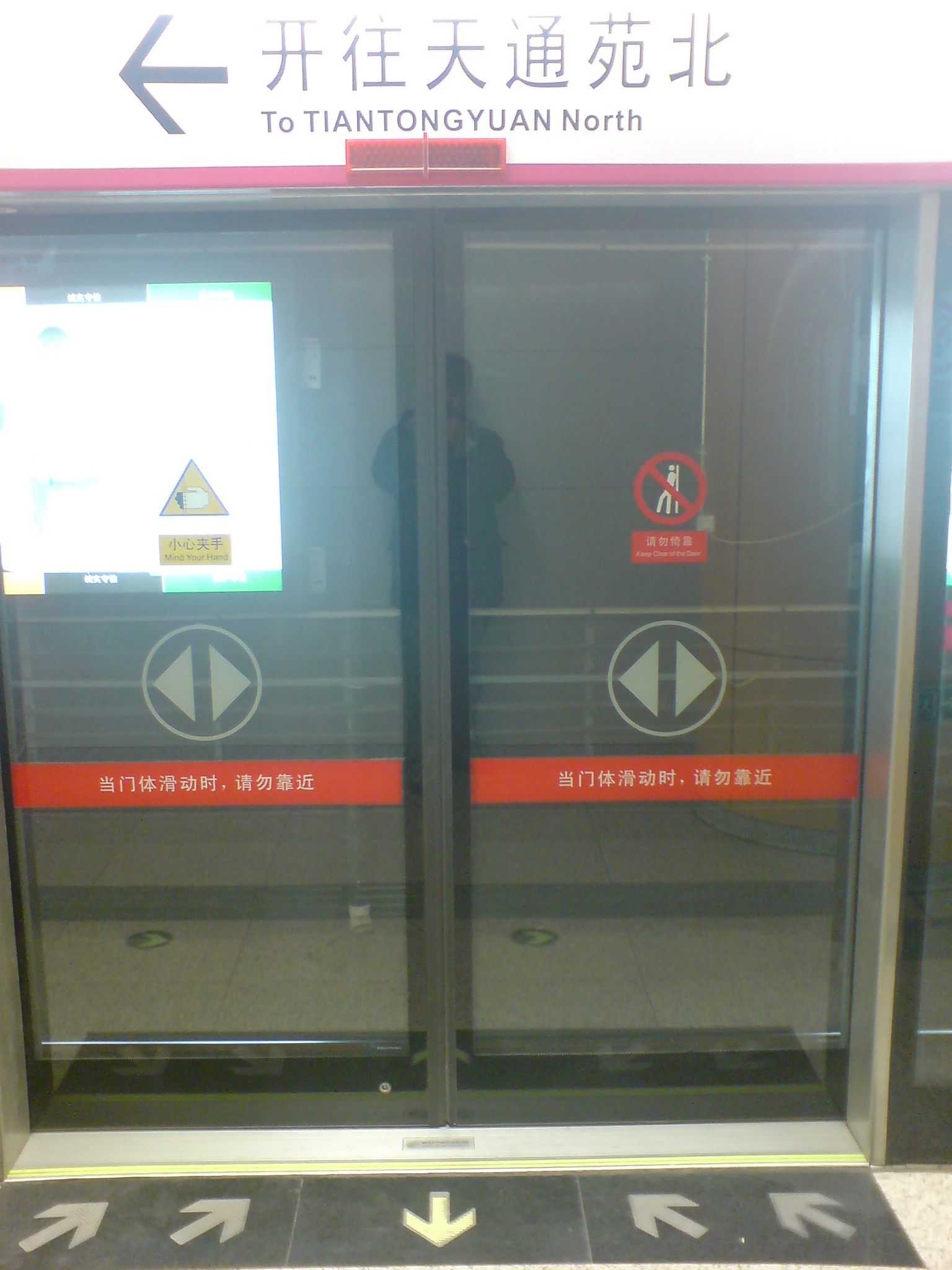
5号线使用的屏蔽门

相比于北京地铁1号线一期区间，2号线的苏联老式明挖隧道掘进方法，5号线采用与1号线复八线区间相同的更先进的暗挖盾构法施工。这种施工方法效率更高，同时精准度也有所提高。5号线在轨道铺设上采用轨排架轨法。简要地说就是先将钢轨在地面拼装好，再用运轨平板车直接运进地下隧道，通过放轨、架轨、调轨等程序将其固定。这种方法工作效率比原来提高40%左右。

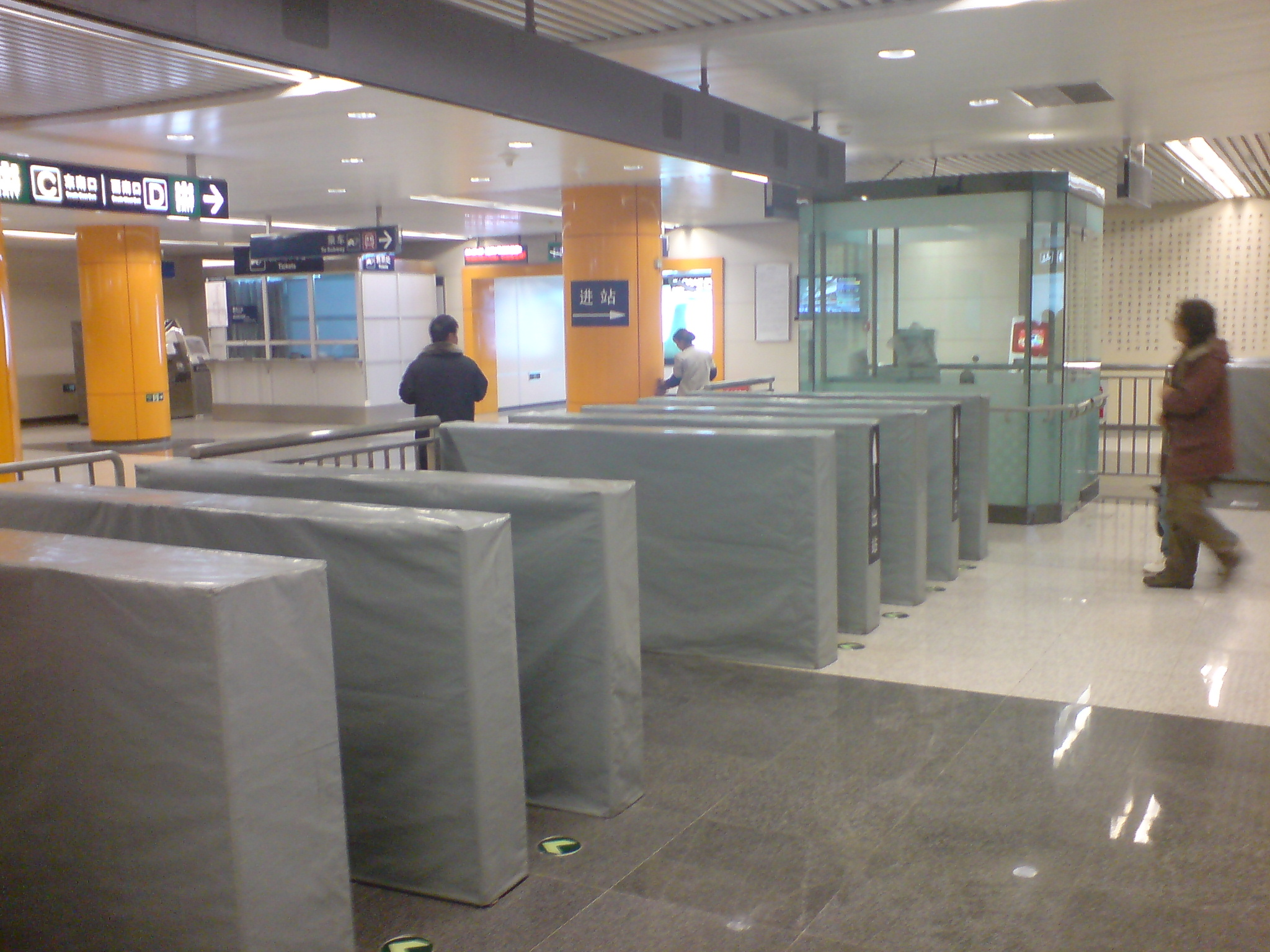
准备启用的自动入闸机

在建成的车站内，5号线在北京地铁中首次安装站台屏蔽门。其中全高屏蔽门安装在5号线地下车站中，高度为2.55米，而地上车站则安装1.5米的半高屏蔽门。全高屏蔽门列车一侧有紧急把手，可以在紧急情况打开屏蔽门，而在站台一侧则有特殊的钥匙孔控制屏蔽门。屏蔽门采用防爆玻璃，以防止人员拥挤以及出现恶意破坏的情况下依然能够有效的屏蔽。相比于1号线、2号线，5号线首次采用无障碍设计，所有车站安装可供轮椅使用的升降机，按规范在车站出入口、通道等处设置盲道线，并在公厕处为残障人士提供专用厕位。但由于换乘通道与站台不在同一平面，造成残疾人从5号线通过换乘通道仍然困难。同时为了降低车辆运行时的噪声，5号线还采用了浮置板式轨道。并在地上铁路部分加装隔音墙。值得注意的是，5号线是北京市内首次在地下铁道中加装中国移动公司和中国联通公司的信号加强系统，使得5号线全线手机信号畅通，但小灵通手机信号在5号线中却仍然与1，2号线一样微弱。

## 事故
- 2003年10月8日19时50分，5号线崇文门站导洞内的施工部分因违规操作发生钢筋支架整体倾覆，3名工人死亡，1人轻伤[13]，负责人在随后被判1年徒刑。[14]

- 2006年1月10日上午，5号线立水桥站河底施工部分由于当时上游突然泄洪冲击施工围栏而紧急停止，因所有人员及时撤离以及河湖管理部门及时关闭上游闸门而没有酿成重大事故。[15]

- 2007年10月19日晨，5号线的三辆列车接连在磁器口站，灯市口站和和平里北街站三站发生部分车门因灵敏度过高而被自动锁定无法打开的故障。该三站被限流约半小时。[16]

- 2007年11月26日晨，5号线发生技术故障，造成各站人员拥挤。[17]

- 2014年11月6日18时57分，5号线惠新西街南口站一女性乘客在乘车过程中卡在屏蔽门和车门之间，列车启动后掉下站台，车站工作人员立即采取列车紧急停车和线路停电措施，由120急救车送往中日友好医院。该乘客经医院全力抢救无效后于当天20时20分死亡。事故原因正在进一步调查中。[18]
- 2022年4月16日凌晨3时25分，5号线天通苑站发生一起测试列车与工作人员相撞的事故，造成1名综控员死亡。事故主要原因是综控员违反调度命令，在测试期间进入轨行区进行巡视检查作业。[19][20][21]

## 影响和批评

### 影响
地铁5号线的建成将北京的南北区域连接起来，相比于2号线和13号线的环线和半环线，直线线路的5号线有效的缓解了北京南北向的交通压力。伴随5号线的开通，北京城区南北被连通起来，而沿线的地面交通也得到了缓解。更有甚者由于5号线开通的当天，7年以来早晚高峰期一贯堵车的天通苑地区並没有堵车。
地铁5号线的开始建造了之后，沿线的房价就开始了快速的增长。甚至在通车之后的短短20日内，地铁沿线的周边房价增长了23.3%，而达到了近20000元人民币／平方米。
由于5号线相比于以前的1号线和2号线更具有现代气息，5号线成为很多人活动的地方。2007年11月11日“光棍节”，5号线列车上曾组织举办相亲活动。

### 批评

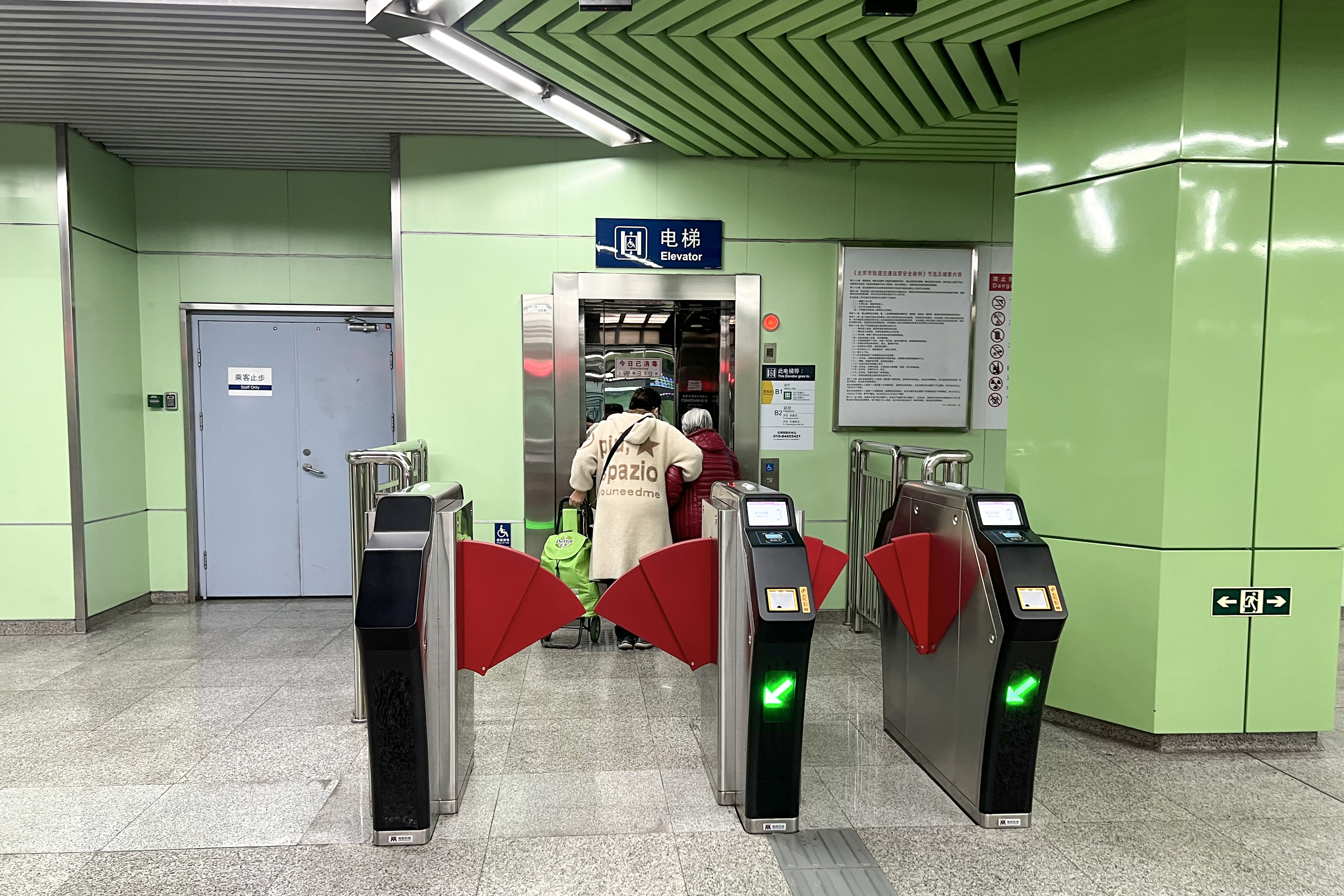
5号线蒲黄榆站站厅至站台的直梯，可见2021年加装的闸机

尽管5号线在北京普遍受到欢迎，但仍有很多与5号线相关的设施受到非议。其中换乘通道是最受非议的部分。由于5号线全线设计了供残疾人使用的直梯系统，而较早设计的1号与2号线并无此相应设计，在运行早期曾出现轮椅乘客被困于转线后1号或2号车站内的情况。还有换乘通道过窄也使得在高峰期换乘时容易出现拥挤。还有由于换乘通道仅仅设置单向平面电梯，以及电梯和通道过窄，甚至发生了险些发成踩踏的事故。
此外，由于建设阶段并未考虑自动售检票系统，5号线多数车站通往站台的直梯设置在站厅非付费区，乘客需在工作人员引导下采取临时开启措施，不利于无障碍出行，因此这些非付费区直梯于2021年陆续加装闸机，2021年12月24日投入常态使用。

## 轶事
2012年10月8日16时左右，5号线车站所有电视屏幕上，都显示着蓝屏白字“王鹏你妹”四个字。北京地铁称正在进行调试和人员培训，出现异常是由于一学员误操作，将和旁边的同事聊天记录点击发布所致。

## 未来发展
天通苑北站没有预留延伸条件，在可预见的将来不会北延。至于宋家庄站以南，则在2022年7月的《北京市轨道交通第三期建设规划（2022-2027年）》提到改造宋家庄停车场配线以实现5号线与亦庄线贯通运行，间接实现南延的工程规划。